# Bates City
Bates City és una població dels Estats Units a l'estat de Missouri. Segons el cens del 2000 tenia 245 habitants.

## Demografia
Segons el cens del 2000, Bates City tenia 245 habitants, 92 habitatges, i 75 famílies. La densitat de població era de 108,7 habitants per km².
Dels 92 habitatges en un 34,8% hi vivien nens de menys de 18 anys, en un 68,5% hi vivien parelles casades, en un 10,9% dones solteres, i en un 17,4% no eren unitats familiars. En el 17,4% dels habitatges hi vivien persones soles el 3,3% de les quals corresponia a persones de 65 anys o més que vivien soles. El nombre mitjà de persones vivint en cada habitatge era de 2,66 i el nombre mitjà de persones que vivien en cada família era de 2,91.
Per edats la població es repartia de la següent manera: un 26,1% tenia menys de 18 anys, un 11,4% entre 18 i 24, un 24,9% entre 25 i 44, un 26,9% de 45 a 60 i un 10,6% 65 anys o més.
L'edat mediana era de 33 anys. Per cada 100 dones de 18 o més anys hi havia 90,5 homes.
La renda mediana per habitatge era de 43.125 $ i la renda mediana per família de 45.000 $. Els homes tenien una renda mediana de 30.313 $ mentre que les dones 24.464 $. La renda per capita de la població era de 19.950 $. Entorn del 14,3% de les famílies i l'11,2% de la població estaven per davall del llindar de pobresa.

## Poblacions més properes
El següent diagrama mostra les poblacions més properes.